# Base navale de Newport
Naval Station Newport
La Base navale de Newport (en anglais : Naval Station Newport (NAVSTA Newport)) est une base navale de l'US Navy située dans la ville de Newport et la ville de Middletown (Rhode Island, États-Unis). La base navale de Newport abrite le Naval War College et son musée le Naval War College Museum ainsi que la Naval Justice School (en). C'était autrefois le port d'attache du Cruiser Destroyer Force Atlantic (COMCRUDESLANT), qui a déménagé à la Base navale de Norfolk au début des années 1970. La base de Newport maintient désormais des navires inactifs dans ses installations de quai, ainsi que la Garde côtière des États-Unis. Le Base Realignment and Closure] a attribué à Newport, l'école des aspirants officiers (OCS), l'école du corps d'approvisionnement naval (NSCS) et plusieurs autres activités ainsi que quelques unités de l'United States Army Reserve.
La base a abrité le porte-avions USS Saratoga (CV-60) désaffecté après le départ de l'USS Forrestal (CV-59), en 2010, qui avait été remorqué à Philadelphie, puis démoli en 2014 à Brownsville, au Texas. En 2019, le saratoga a lui aussi été démoli au Texas.

## Port d'attache
- USCGC Ida Lewis (WLM-551)
- USCGC Juniper (WLB-201)
- USCGC Willow (WLB-202)
- navire océanographique : NOAAS Henry B. Bigelow (R 225)